# Schaal Sels 1990
La Schaal Sels 1990, sessantacinquesima edizione della corsa, si svolse il 28 agosto 1990 su un percorso con arrivo a Merksem. Fu vinta dal belga Peter Spaenhoven della SEFB-Saxon-Gan davanti ai suoi connazionali Bruno Geuens e Chris Lefevre.

## Ordine d'arrivo (Top 10)
| Pos. | Corridore              | Squadra                   | Tempo |
| ---- | ---------------------- | ------------------------- | ----- |
| 1    | Peter Spaenhoven       | SEFB-Saxon-Gan            |       |
| 2    | Bruno Geuens           | SEFB-Saxon-Gan            |       |
| 3    | Chris Lefevre          |                           |       |
| 4    | Didier Priem           |                           |       |
| 5    | Johnny Dauwe           | Weinmann-SMM Uster-Merckx |       |
| 6    | Patrick Van Roosbroeck |                           |       |
| 7    | Gert Van Brabant       |                           |       |
| 8    | Kurt Van Nuffel        |                           |       |
| 9    | Carl Roes              |                           |       |
| 10   | Geert Joos             |                           |       |